# Habenaria laevigata
Habenaria laevigata är en orkidéart som beskrevs av John Lindley. Habenaria laevigata ingår i släktet Habenaria och familjen orkidéer. Inga underarter finns listade i Catalogue of Life.